# Kaokoxylon
Kaokoxylon zalesskyi
Genre
Espèce
Kaokoxylon est un genre éteint de gymnospermes de la famille des Araucariaceae. Il a existé du Permien au Trias. Il n'est connu que par une seule espèce : Kaokoxylon zalesskyi.

## Répartition géographique
Kaokoxylon n'est connu que sur l'ancien supercontinent du Gondwana, en Amérique du Sud (Brésil, Argentine, Paraguay),, en Inde et en Antarctique.